# La Contre-allée (film, 1991)
Pour les articles homonymes, voir La Contre-allée.
Pour plus de détails, voir Fiche technique et Distribution.
La Contre-allée est un film français réalisé par Isabel Sebastian, sorti en 1991.

## Synopsis
Marie, enfant vive d'une douzaine d'années passionnée d'astronomie, est fille de parents séparés. Son père, reporter photographe envoyé au Brésil, la laisse seule dans leur appartement de l'avenue Foch, la confiant à son ami Pierre, tandis que sa mère, très occupée par son restaurant, la voit de loin en loin.
Marie est très proche de Véronique, une camarade d'école délurée et plus au fait qu'elle en ce qui concerne le sexe, sujet qui recueille l'intérêt des deux adolescentes.
Observant beaucoup, Marie s'intéresse au manège des prostituées travaillant sur la contre-allée faisant face à son immeuble. Traversant la rue, elle est renversée par la voiture de l'une d'entre elles, Lilas, une belle femme désabusée qui se partage entre la rue, le bar de Mme Yvette et son chien Pierrot. Après cette prise de contact brutale, Marie va rechercher la compagnie de Lilas.

## Fiche technique
- Titre : La Contre-allée
- Réalisation : Isabel Sebastian
- Conseiller technique : Jean-Pierre Denis
- Scénario : Alain David, Jean-Paul Lilienfeld et Isabel Sebastian,
- Photographie : Willy Kurant
- Décors : Claude Lenoir
- Costumes : Florence Desouches
- Son : Bernard Bats et Bernard Rochut
- Musique : Didier Vasseur
- Montage : Raymonde Guyot
- Production : Baccara Productions - Canal+ - Les Films Ariane - TF1 Films Productions
- Pays d'origine :  France
- Durée : 83 minutes
- Genre : comédie dramatique
- Date de sortie : France - 30 janvier 1991
- Affiche : Jouineau Bourduge (France)

## Distribution
- Caroline Cellier : Lilas, née Liliane Arnaud
- Jacqueline Maillan : Mme Yvette
- Jacques Perrin : Daniel, père de Marie
- Massimo Ghini : Pierre, ami de Daniel
- Jennifer Covillaut : Marie
- Brigitte Chamarande : Manu, prostituée fan de football
- Chantal Perrin : Caroline
- Pénélope Schellenberg : Véronique, camarade de Marie
- Stéphanie Murat : Lola

### Récompense
- 1991 : Prix Lumière d'or du festival de La Ciotat.

### Édition
- Le film fait partie de la collection de DVD « Les Films du collectionneur » des Éditions LCJ, sorti en 2007.